# Vincent Mduduzi Zungu
Vincent Mduduzi Zungu OFM (ur. 28 kwietnia 1966 w Mbongolwane) – południowoafrykański duchowny katolicki, biskup Port Elizabeth od 2014.

## Życiorys

### Prezbiterat
Święcenia kapłańskie przyjął 8 lipca 1995 w zakonie franciszkanów. Był m.in. mistrzem nowicjatu, wykładowcą zakonnego seminarium w Pretorii, wikariuszem i przełożonym prowincji oraz definitorem generalnym zakonu dla Afryki i Bliskiego Wschodu.

### Episkopat
2 lutego 2014 papież Franciszek mianował go biskupem diecezji Port Elizabeth. Sakry udzielił mu 28 czerwca 2014 metropolita Kapsztadu - arcybiskup Stephen Brislin.